# Roland Alton
Roland Alton (* 1964 in Zürich als Roland Johannes Scheidl) ist ein österreichischer Informatiker und Kommunikationsarchitekt.
Er schafft Zugänge zu Informationstechnologien im Sinne der Freien-Software-Bewegung mit dem Ziel, Nutzer ihre Daten und die verwendeten Werkzeuge selbst verwalten zu lassen, ohne sie einem kommerziellen Unternehmen zu übereignen.
Er ist Obmann der fairkom Gesellschaft, die Open-Source-Dienstleistungen und Consulting betreibt.
Von 2003 bis 2022 war er Hochschullehrer an der FH Vorarlberg.

## Ausbildung und Beruf
Roland Alton besuchte von 1971 bis 1975 die Volksschule Fritzens (Tirol) und von 1975 bis 1983 das Bundesrealgymnasium Innsbruck (Adolf-Pichler-Platz). Von 1983 bis 1990 absolvierte er das Studium der Informatik an der Technischen Universität Wien und Medienklassen an der Hochschule für Angewandte Kunst in Wien.
Mit seiner Diplomarbeit zum Thema „Kommunikation in der telematischen Gesellschaft“ schloss er als Dipl.-Ing. das Studium ab. Während des Studiums verbrachte er ein halbes Jahr in den Vereinigten Staaten von Amerika, wo er das M.I.T. besuchte. Es folgte ein Doktoratsstudium an der Technischen Universität Wien mit der Dissertation „Telematische Mitbestimmung in der Kommunalpolitik“ und dem akademischen Grad des Dr. techn.
Sein erstes berufliches Engagement führte Roland Alton nach Graz, wo er bei der Firma Grips als Programmierer in der Gambling-Industrie tätig war. Mit dem Thema Technikfolgenabschätzung kehrte er zurück nach Wien, wo er an der Forschungsstelle für Sozioökonomie der Akademie der Wissenschaften an Studien mitarbeitete.
Mitte der Neunziger Jahre baute Roland Alton das private Forschungslabor PUBLIC VOICE Lab auf, das mit einem dutzend Mitarbeitern in Wien und mehr als 50 Partnern in Europa Forschung im Bereich des Einsatzes neuer Medien durchführte. Er stand dem PUBLIC VOICE Lab als geschäftsführendes Vorstandsmitglied vor und war auch geschäftsführender Gesellschafter der Public Voice Telekommunikationsgesellschaft mbH, die 1995 das Buch „Österreich online“ als interaktives Handbuch in mehreren Auflagen herausgab. Auch eine spezielle Ausgabe für Internetnutzende ab 50 Jahren inklusive entsprechender Weiterbildungsangebote an Volkshochschulen wurde entwickelt.
Ein Schwerpunkt der Tätigkeiten von Roland Alton liegt in der Vernetzung von Initiativen im Bereich neuer Medien. Er ist Gründungsmitglied des Konsortium Netzkultur, des Community Media Cluster Vienna, von Creative Commons Österreich, dem Netzpolitischen Abend und der Display Europe Genossenschaft.
Roland Alton leitete von 2003 bis 2006 den Studiengang InterMedia an der Fachhochschule Vorarlberg. Danach war er in der Forschungs- und Entwicklungskoordination im Rektorat der Fachhochschule tätig, wo er laufende Forschungsprojekte und spin-outs betreute. Bis 2022 unterrichtete er für die Studiengänge InterMedia und Informatik und bot auch transdisziplinäre Lehrveranstaltungen wie Humanökologie an.
Im Auftrag der Telekom Austria konzipierte er 2006 das net culture lab, das 2007 in Dornbirn und im Museumsquartier in Wien etabliert wurde. Daraus ergaben sich mehr als 20 Innovationsprojekte und Firmengründungen.
Er ist Erstunterzeichner und war Mitwirkender am Public Domain Manifesto.
Seit 2022 widmet sich Roland Alton im Rahmen der fairkom Gesellschaft in Dornbirn ganz dem Thema der freien Zugänglichkeit zu Internet- und Kommunikationstechnologien mittels Open-Source-Anwendungen, ähnlich wie bereits bei den Vorläuferorganisationen der fairkom Gesellschaft (PUBLIC VOICE Lab, osAlliance). Dort arbeitet Roland Alton mit einem Dutzend Mitarbeitern sowie Partnern an Open Source Anwendungen für die digitale Kommunikation wie Instant Messaging (auf Basis RocketChat und Matrix), Videokonferenzen (auf Basis Jitsi und BigBlueButton), Cloud Speicher (auf Basis Nextcloud), Video Sharing (auf Basis PeerTube) oder zum Übersetzen (basierend auf LibreTranslate) sowie an Lösungen für IT-Anforderungen in Organisationen und der öffentlichen Verwaltung, wie TERMINO zur Terminfindung. Die Leitidee für die Gestaltung dieser Dienste lautet „Wie bio – nur fürs Internet“.

## Privates
Roland Alton-Scheidl ist seit 1992 verheiratet mit Juliane Alton. Er ist Vater von drei Kindern (* 1996, 1998 und 2007). Er wohnt mit seiner Familie in Dornbirn, Vorarlberg, in einem Rheintalhaus.

## Kunstprojekte
- 1988: Informationsflut – Stahltripod mit drei Monitoren, Ausstellung „Zwischen Null und Eins“ in der alten Mensa der TU Wien[9]
- 1991: Delphi Digital, auf der Ars Electronica, zusammen mit Margot Pilz[10]
- 1993: Voicebox[11]
- 2004: 16:9. Bildschirm mit drei dimmbaren LED Streifen. Privatbesitz.
- 2008: Warnviereck, im Rahmen der Critical Mass in Dornbirn[12][13]
- 2015: Delphi Digital 2.0, Auftragswerk des Wien Museum MUSA, zusammen mit Margot Pilz[14]

## Auszeichnungen
- Preisträger beim 2. Jugendwettbewerb in Computerprogrammierung 1982/83 für die zwei- und dreidimensionale Implementierung von LIFE in Fortran
- Eintrag in der Landkarte der Change Maker 2014 der Ashoka Foundation
- Umweltbildungspreis 2014 für das Projekt Ethify Yourself[15] der Bundesministerien BMWFW und BMLFUW im Handlungsfeld Kommunikation und Entscheidungsfindung
- EU Auszeichnung mit dem Best-of-the-Best-Life-Projects-Award 2018[16] mit dem Projekt „probieramol“, in der Rolle des Projektleiters seitens der Fachhochschule Vorarlberg
- Die NLnet Stiftung entschied sich 2020 für eine Unterstützung für FairSync „to fix the Internet“[17]
- 1. Platz im Handlungsfeld „Studentische Initiativen“ beim Sustainability Award 2020 für das Projekt „1,2,3, … Tasse dabei“[18] mit Laudatio im Technischen Museum Wien zusammen mit Studierenden der FH Vorarlberg

## Publikationen
- Roland Scheidl: Künstliche Kunst In: Verein der Informatikstudenten: Zwischen Null und Eins. S. 45, Katalog zur gleichnamigen Medienkunstausstellung, 1988.
- Die sozialverträgliche Netzwerk-Variante. In: Karl Gerbel, Peter Weibel (Hg.): Mythos Information – Welcome to the Wired World. Katalog zur ars electronica 95. Wien, New York: Springer. 1995.
- Roland Alton-Scheidl, Samba Diallo, Gernot Tscherteu: Social Functions in Virtual Communities. Some Challenges for the Metadesign of a Web Based Conferencing Service. In: Informatik Forum, Band 10, Nr. 2, June 1996, ISSN 1010-6111, p47-54. Wien
- Roland Alton-Scheidl: Web4Groups. A European initiative for setting up non-simultaneous group communication services for the WWW. In: Busbach, Uwe, Kerr, David, Sikkel, Klaas (eds.): CSCW and the Web.
- Alton-Scheidl, R.: Technology Assessment im kulturellen Sektor: Die Medienkunst als strategischer Partner. In: Wolfinger, B. (eds) Innovationen bei Rechen- und Kommunikationssystemen. Informatik aktuell. Springer, Berlin, Heidelberg. 1994. ISBN 978-3-540-58313-4
- R. Alton-Scheidl, M. Lutowsky (Hg.): Senior Online. Das Internethandbuch fuer Leute ab fünfzig. PUBLIC VOICE Verlag 2001, ISBN 978-3-901688-21-8
- R. Alton-Scheidl, R. Schmutzer, P.P. Sint, G. Tscherteu (eds.): Voting, Rating, Annotation: Web4Groups and other projects: Approaches and first Experiences. Band 104 der OCG Schriftenreihe. R. Oldenbourg Verlag 1997.
- R. Alton-Scheidl: COntent – COntext – COmmunity – COmmerce. Mit der CO4 Analyse zu netzkonformen Radioformaten. In: Gesellschaft zur Durchführung von Fachhochschulstudiengängen St. Pölten (Hg.): FACTS (Forum Aelio in Cetio Technici Scientiaeque), Band 1: Die Informationsgesellschaft; p 89-101. Boehlau Verlag Wien, Koeln, Weimar. 2003.
- Rüf, Franz; Peter, Clemens, Batlogg, Jodok; Alton-Scheidl, Roland: Open Source Initiative Vorarlberg. Perspektiven für Kultur, Wirtschaft und Gesellschaft. Wien/Alberschwende 2005.
- Roland Alton-Scheidl, András Micsik, Máté Pataki, Wolfgang Reutz, Jürgen Schmidt, and Thomas Thurner: StreamOnTheFly: a Peer-to-peer Network for Radio Stations and podCasters. In: Nesi, Paolo; Ng, Kia; Delgado, Jaime: Proceedings of the First International Conference on Automated Production of Cross Media Content for Multi-channel Distribution, Florence, Italy, 30 Nov – 2 Dec 2005. Los Alamitos, Washington, Brussels, Tokyo. IEEE Computer Society Number P2348, ISBN 0-7695-2348-X.
- Alton-Scheidl, Roland / Barth, Thomas: Wem gehören die Beziehungen im Netz? Über Individualisierung, Ökonomie und Herrschaft im Web 2.0. In: Fraueneder/Ries (Hg.): DATING.21 – Liebesorganisation und Verabredungskulturen im Internet. Transcript Verlag
- Alton-Scheidl, Roland: RegisteredCommons.org – Mehr Rechtssicherheit für Kreativschaffende. In: Weigel, Harald (Hg): Wa(h)re Information. Schriften der Vereinigung österreichischer Bibliothekare (VÖB) Band 2. Graz-Feldkirch 2007.
- Alton-Scheidl, Roland; Herwig, Jana (Hg.): net culture lab. Eine Innovationsinitiative der Telekom Austria TA AG. Wien/Dornbirn 2008.
- Alton-Scheidl, Roland: Ethify Yourself 2.0: Ethisch leben und wirtschaften als Chance. Verlag Art Science, 2012, ISBN 978-3-902157-97-3
- Alton-Scheidl, Roland: Das Orakel hat uns fest im Griff. Delphi Digital 1991 und 2015. Zwei Entwürfe zur Emanzipation der digitalen Gesellschaft In: Silvie Aigner, Berthold Ecker (Hg.): Margot Pilz – Meilensteine S. 132-141 / 198-203,  Verlag de Gruyter, Wien 2015, ISBN 978-3-11-045841-1